# Grande Prêmio da África do Sul de 1977
Resultados do Grande Prêmio da África do Sul de Fórmula 1 realizado em Kyalami em 5 de março de 1977. Terceira etapa do campeonato, nele as mortes brutais do piloto Tom Pryce e do fiscal de pista Jansen van Vuuren, eclipsaram a vitória do austríaco Niki Lauda, da Ferrari.

## Resumo
James Hunt fez valer sua pole position e manteve a liderança da prova até que Niki Lauda o superasse na oitava volta. A partir de então o austríaco manteve boa vantagem sobre o resto do pelotão, mas teve que diminuir o ritmo quando percebeu a queda gradativa na pressão do óleo, situação causada pelos detritos que cobriram a pista em decorrência do acidente fatal de Tom Pryce, um dos quais danificou o radiador de sua Ferrari. Tal circunstância permitiu uma aproximação momentânea de Jody Scheckter, mas a experiência de Lauda não permitiu qualquer ataque do sul-africano, e assim eles cruzaram a linha de chegada com o piloto da Wolf em segundo e Patrick Depailler em terceiro numa Tyrrell após superar a McLaren de Hunt. Foi a última corrida do brasileiro José Carlos Pace na F1. Alguns dias após, sofreria um fatal acidente aéreo em SP. 
Foi o primeiro triunfo de Niki Lauda desde o grave acidente sofrido em Nürburgring e ao comentar seu desempenho em Kyalami, ele declarou: "Foi uma vitória sobre mim mesmo".

## Jansen van Vuuren
Frederick Jansen Van Vuuren (1958 — 1977) foi um fiscal de segurança no Grande Prêmio da África do Sul de 1977, em Kyalami.
Trabalhando como bilheteiro no Aeroporto de Johanesburgo, ele era um fiscal voluntário no dia da corrida. Morreu quando cruzava a pista para apagar um incêndio no Shadow de Renzo Zorzi, mas foi atingido por Tom Pryce em alta velocidade, que foi incapaz de evitá-lo. As imagens deste acidente foram registradas por um cinegrafista que mostra como tudo aconteceu. Hans-Joachim Stuck conseguiu desviar o seu carro do primeiro fiscal que atravessava a pista, mas Pryce não teve tempo e atingiu Van Vuuren (que vinha logo atrás) em cheio. A velocidade do impacto (aproximadamente 280 km/h) arremessou e despedaçou o corpo de Van Vuuren no ar, ao passo que o extintor de incêndio que ele segurava chocou-se contra o capacete de Pryce, partindo-o ao meio e arrancando-o, achatando seu crânio; ambos morreram instantaneamente - Van Vuuren foi reconhecido por exclusão, já que seu corpo ficou irreconhecível em razão do impacto do atropelamento.
A esposa de Pryce processou o autódromo, pois, em sua compreensão, houve negligência dos organizadores em colocar um amador para trabalhar como fiscal de pista.

## Classificação da prova
| Pos. | Nº | Piloto             | Construtor         | Voltas | Tempo/Diferença        | Grid | Pontos |
| ---- | -- | ------------------ | ------------------ | ------ | ---------------------- | ---- | ------ |
| 1    | 11 | Niki Lauda         | Ferrari            | 78     | 1:42:21.6              | 3    | 9      |
| 2    | 20 | Jody Scheckter     | Wolf-Ford          | 78     | + 5.2                  | 5    | 6      |
| 3    | 4  | Patrick Depailler  | Tyrrell-Ford       | 78     | + 5.7                  | 4    | 4      |
| 4    | 1  | James Hunt         | McLaren-Ford       | 78     | + 9.5                  | 1    | 3      |
| 5    | 2  | Jochen Mass        | McLaren-Ford       | 78     | + 19.9                 | 13   | 2      |
| 6    | 7  | John Watson        | Brabham-Alfa Romeo | 78     | + 20.2                 | 11   | 1      |
| 7    | 19 | Vittorio Brambilla | Surtees-Ford       | 78     | + 23.6                 | 14   |        |
| 8    | 12 | Carlos Reutemann   | Ferrari            | 78     | + 26.7                 | 8    |        |
| 9    | 22 | Clay Regazzoni     | Ensign-Ford        | 78     | + 46.2                 | 16   |        |
| 10   | 28 | Emerson Fittipaldi | Fittipaldi-Ford    | 78     | + 1:11.7               | 9    |        |
| 11   | 18 | Hans Binder        | Surtees-Ford       | 77     | + 1 volta              | 19   |        |
| 12   | 6  | Gunnar Nilsson     | Lotus-Ford         | 77     | + 1 volta              | 10   |        |
| 13   | 8  | José Carlos Pace   | Brabham-Alfa Romeo | 76     | + 2 voltas             | 2    |        |
| 14   | 30 | Brett Lunger       | March-Ford         | 76     | + 2 voltas             | 23   |        |
| 15   | 14 | Larry Perkins      | BRM                | 73     | + 5 voltas             | 22   |        |
| Ret  | 9  | Alex Dias Ribeiro  | March-Ford         | 66     | Motor                  | 17   |        |
| Ret  | 10 | Hans-Joachim Stuck | March-Ford         | 55     | Motor                  | 18   |        |
| Ret  | 5  | Mario Andretti     | Lotus-Ford         | 43     | Acidente               | 6    |        |
| Ret  | 33 | Boy Hayje          | March-Ford         | 33     | Câmbio                 | 21   |        |
| Ret  | 26 | Jacques Laffite    | Ligier-Matra       | 22     | Acidente               | 12   |        |
| FAT  | 16 | Tom Pryce          | Shadow-Ford        | 22     | Acidente fatal         | 15   |        |
| Ret  | 17 | Renzo Zorzi        | Shadow-Ford        | 21     | Perda de combustível   | 20   |        |
| Ret  | 3  | Ronnie Peterson    | Tyrrell-Ford       | 5      | Sistema de combustível | 7    |        |

## Tabela do campeonato após a corrida
| Pos. | Piloto           | Pontos |
| ---- | ---------------- | ------ |
| 1    | Jody Scheckter   | 15     |
| 2    | Carlos Reutemann | 13     |
| 3    | Niki Lauda       | 13     |
| 4    | James Hunt       | 9      |
| 5    | José Carlos Pace | 6      |

| Pos. | Construtor         | Pontos |
| ---- | ------------------ | ------ |
| 1    | Ferrari            | 22     |
| 2    | Wolf-Ford          | 15     |
| 3    | McLaren-Ford       | 9      |
| 4    | Brabham-Alfa Romeo | 7      |
| 5    | Fittipaldi-Ford    | 6      |

- Nota: Somente as primeiras cinco posições estão listadas. As dezessete etapas de 1977 foram divididas em um bloco de nove e outro de oito corridas onde cada piloto descartava um resultado por bloco e no mundial de construtores computava-se apenas o melhor resultado de cada equipe por prova.